# Muranga
Muranga (o Murang'a) è un centro abitato del Kenya, capoluogo dell'omonima contea.